# (4343) Tetsuya
(4343) Tetsuya est un astéroïde de la ceinture principale.

## Description
(4343) Tetsuya est un astéroïde de la ceinture principale. Il fut découvert le 10 janvier 1988 à Kushiro par Seiji Ueda et Hiroshi Kaneda. Il présente une orbite caractérisée par un demi-grand axe de 2,78 UA, une excentricité de 0,17 et une inclinaison de 6,9° par rapport à l'écliptique.

## Compléments